# Bob Fullarton
Robert Fullarton, conocido como Bob Fullarton (Wisconsin, 1950), es un exbaloncestista estadounidense. Con una altura de 2.08, jugaba en la posición de pívot.
Fue uno de los jugadores más destacados del baloncesto español en los años 1970 dejando una gran huella en dos ciudades con tradición baloncestística como son Lugo y Manresa, jugando cuatro temporadas en cada equipo. Después de retirarse, fue homenajeado por el equipo lucense y manresano.

## Equipos
- Universidad de Xavier (1969–1973)
- La Casera Lugo (1973–1975)
- Breogán Lugo (1975–1977)
- Bàsquet Manresa (1977–1981)